# Cerreda
Cerreda (llamada oficialmente Santiago de Cerreda) es una parroquia y un lugar del municipio español de Nogueira de Ramuín, en la provincia de Orense, Galicia.

## Organización territorial
La parroquia está formada por cuatro entidades de población, constando dos de ellas en el nomenclátor del Instituto Nacional de Estadística español:
- A Alberguería
- Cachaldora
- Cerreda
- Vilouxe

## Demografía

### Parroquia
| Gráfica de evolución demográfica de Cerreda (parroquia) entre 2000 y 2023 |
|                                                                           |
| Datos según el nomenclátor publicado por el INE.                          |

### Lugar
| Gráfica de evolución demográfica de Cerreda (lugar) entre 2000 y 2023 |
|                                                                       |
| Datos según el nomenclátor publicado por el INE.                      |